# Lelio Gaviglio
Pour les articles homonymes, voir Gaviglio.
Lelio Gaviglio (Turin, 13 octobre 1870 - Piacenza (Plaisance), 30 avril 1924) est un aviateur italien. Issu d'une famille noble, il est l'un des premiers  pilotes des débuts de l'aviation italienne.

## Biographie
En septembre 1913, sous les ordres du capitaine Gaspare Bolla, il participe aux grandes manœuvres de la Cavalerie en tant que commandant de l'escadron de position « parti rouge de l'envahisseur » équipé de biplans Farman pour contrôler la ligne entre l'aérodrome de San Francesco al Campo près de Turin et Busto Arsizio. Par curiosité, dans le « parti bleu » en face de l'escadron de Gaviglio, vole un très jeune Francesco Baracca, alors à l'aube de sa carrière aéronautique.
À partir du 16 janvier 1915, en tant qu'officier d'infanterie, il est transféré par décret royal - et comme beaucoup d'autres officiers - au Corps d'aviation militaire (Corpo Aeronautico Militare). En juin, le capitaine (capitano) Gaviglio est observateur au 9e Escadron de reconnaissance et de combat équipé de Farman 14 à l'aéroport d'Udine-Campoformido avant de passer au commandement du 2e Groupe. Le 18 août de la même année, il est promu au grade de major (maggiore).
En juin 1916, il est engagé avec le grade de lieutenant-colonel (tenente colonnello) comme commandant du 4e groupe aérien sur le front de Vénétie. Du 25 octobre 1917 au 5 mars 1918, avec le grade de colonel (colonnello), il est commandant du 11e Régiment d'infanterie " Casale " de la Brigade Casale, engagé sur le front du Piave,.
Avec le grade de colonel d'infanterie dans le Corps d'aviation militaire (Corpo Aeronautico Militare), on le retrouve comme commandant de l'armée de l'air dans l'ordre de bataille de la bataille de Vittorio Veneto le 24 octobre 1918, où il faisait partie de la 7e armée des Giudicarie sous les ordres du lieutenant général (tenente generale) Giulio Cesare Tassoni.
En mai 1919, à la fin de la guerre, il est répertorié comme colonnello comandante interinale superiore di aeronautica (colonel commandant supérieur des forces aériennes).
Mentionné dans de nombreuses publications italiennes et étrangères, on se souvient aussi de lui comme d'un pilote sportif. À ses débuts, l'aspect militaire de l'aviation était en effet étroitement lié à l'aspect récréatif et sportif. Il est mentionné dans l'Albo d'Oro dell'Aeronautica Italiana (Tableau d'honneur de l'armée de l'air italienne), dans la bibliographie italienne et dans de nombreuses publications de toutes sortes.

## Décorations
- Chevalier de l'Ordre de la Couronne d'Italie - 11 novembre 1915
 - Chevalier de l'Ordre militaire de Savoie - 17 mai 1919

## Source
- (it) Cet article est partiellement ou en totalité issu de l’article de Wikipédia en italien intitulé « Lelio Gaviglio » (voir la liste des auteurs).